# Nancy Riach
Nancy Anderson Long Riach (Motherwell, 6 april 1927 – Monte Carlo, 15 september 1947) was een Schots zwemster. In 1945 bezat ze 28 Britse en Schotse records op verschillende zwemslagen en -afstanden. De twintigjarige Riach werd twee jaar later ziek tijdens de wedstrijden bij de EK van 1947. Ze bleek kinderverlamming te hebben en overleed vlak na de kampioenschappen.

## Biografie

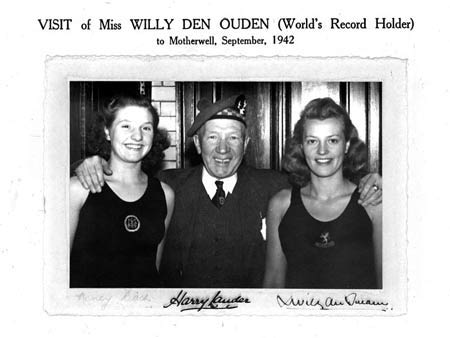
Riach (links) bij een bezoek van Willy den Ouden aan Motherwell in september 1942

Riach werd in de jaren 40 beschouwd als een van de beste zwemmers van het Britse Rijk en excelleerde op alle zwemslagen. Zo bezat ze in 1945 28 Britse en Schotse records op verschillende slagen en -afstanden en was ze een jaar later Brits kampioen op de 100 yards, 220 yards en 440 yards vrije slag. Riach, die de lerarenopleiding volgde en lid was van de Motherwell Amateur Swimming and Water Polo Club, bemachtigde eind augustus 1947 de gouden medaille op de 100 meter vrije slag bij de interacademische zwemwedstrijden in Parijs. Twee weken later was ze in Monte Carlo om deel te nemen aan de eerste naoorlogse Europese zwemkampioenschappen. Al op de eerste dag van de kampioenschappen werd ze ziek, maar tegen het advies van de dokter in nam ze toch deel aan de series van de 100 meter vrije slag. Ze werd na afloop bewusteloos uit het water gehaald. De dag erna bleek ze kinderverlamming te hebben, waarna ze direct in het ziekenhuis werd opgenomen. Riach kon toen al niet meer praten.
Zwemmer en vriend Bert Kinnear hield, met andere leden van het Britse zwemteam, de dagen erna de wacht bij haar kamer. Riach zou niet meer bijkomen en overleed vlak na de kampioenschappen, nog voor haar ouders arriveerden vanuit Schotland. Duizenden mensen waren op 20 september 1947 aanwezig bij haar begrafenis. In 2002 werd Riach opgenomen in de Scottish Sports Hall of Fame. Haar broer Charles Riach, zelf ooit een succesvol speerwerper, nam namens haar de onderscheiding in ontvangst.

## Erelijst
- Europese kampioenschappen: 1x